# Український світ (журнал)
Український Світ — науково-популярний журнал універсального змісту.

## Вміст
Друкуються культурологічні, культурософські, історичні, філософські, літературознавчі, мистецтвознавчі, народознавчі, соціологічні, економічні, публіцистичні та інші статті про традицію української культури, проблеми нинішнього життя українців на матірній землі й за кордоном, про міжкультурні взаємини, про знакові постаті в українській і зарубіжній культурах, зокрема в літературі. 

## Історія
Заснований у 1991 р. — зареєстровано Державним комітетом України по пресі, серія КП № 400. Засновники: Шокало О. А. та Кооперативний банк «Галицький» (з 1991); Шокало О. А. та Товариство «Україна» (з 1992); Шокало О. А. та ВУТ «Просвіта» (з 2005). Видається з 1992 р. Головний редактор з 1992 р. — Шокало Олександр Андрійович.
У слові «Від редакції» в першому числі журналу зазначено:
|  | Наше видання спрямовано на відродження і саморозвиток української культури в її духовно-матеріальній цілісності, в нерозривності духовної і господарської практики; ми висвітлюємо взаємозв'язки Українського Світу в його унікальному етно-географічному розмаїтті з іншими етнічними світами. |

Журнал виходить з 1992 р. (з 1993 по 1998, крім української, виходив також англійською й німецькою). Набув визнання в Україні й за кордоном. 

## Видавнича діяльність
Редакція журналу здійснює й видавничу діяльність; вийшли у світ книжки: «Українські народні казки» (1992), «Російсько-український словник ділової мови» (1992), «Українсько-німецький, німецько-український словник актуальної лексики» (1994), «Юрій Шилов. Брама безсмертя» (1994), «Памфіл Юркевич. Історія філософії права. Філософія права. Філософський щоденник» (1999, 2000, 2001), «Дмитро Гнатюк. Митець і влада» (1999), «Олесь Гончар. Катарсис» (2000), «Юрій Липа. Нотатник» (2000), «Іван Дзюба. Спрага» (2001), «Микола Бурачек. Ностальгія. (2001), «Пантелеймон Куліш. Моє життя. Повість про український народ. Хутірська філософія і віддалена од світу поезія» (2005).

## Відзнаки
У 1994 р. Ґільдія митців Німеччини нагородила засновника й головного редактора журналу О. Шокала медаллю PRO-ARTE «за заслуги в розвитку взаєморозуміння між народами на основі культур, зокрема за концепцію журналу «Український Світ». 